# Житомировка
Жито́мировка — село в Завитинском районе Амурской области России. Входит в состав Верхнеильиновского сельсовета.

## География
Село стоит на левом берегу реки Половинка (левый приток реки Завитая), на расстоянии 16 км к северо-востоку от города Завитинск.
Дорога к селу Житомировка идёт на юг от автодороги между сёлами Болдыревка и Верхнеильиновка.
Расстояние по автодорогам до административного центра Верхнеильиновского сельсовета села Верхнеильиновка — 10 км, до трассы «Амур» — 26 км, до Завитинска — 30 км.

## Население
| 2002 | 2010 | 2012 | 2013 | 2014 | 2015 | 2016 |
| ---- | ---- | ---- | ---- | ---- | ---- | ---- |
| 4    | ↘0   | →0   | →0   | →0   | →0   | →0   |
| 2017 | 2018 |      |      |      |      |      |
| →0   | →0   |      |      |      |      |      |

## Экономика
Сельскохозяйственные предприятия Завитинского района.